# Utlandshörn
Utlandshörn ist ein Ortsteil der ostfriesischen Stadt Norden.
Utlandshörn wurde dadurch bekannt, dass dort von 1931 bis zur Einstellung des Betriebs im Jahr 1998 die Zentrale und Empfangsfunkstelle von Norddeich Radio stand, der wohl bekanntesten Küstenfunkstelle Deutschlands. Zwischen 1905 und 1998 wurden von Utlandshörn aus im Rahmen des Seefunks Funkgespräche zu Schiffen in aller Welt vermittelt. Die Sendezentrale ist heute abgebaut. Das Betriebsgebäude wurde von 2004 bis 2011 von der Firma Vivento Customer Services genutzt – ein Tochterunternehmen der Deutschen Telekom, das dort ein Callcenter betrieb.
Seit etwa 2001 befindet sich in Utlandshörn in den letzten noch erhaltenen Original-Räumen von Norddeich Radio das Funktechnische Museum Norddeich Radio e. V. Gründer und Vorsitzender des Vereins ist der frühere Pilot Mustapha Landoulsi, der 2007 die Auszeichnung Goldene Antenne verliehen bekommen hatte, und der Verdienste auch in der Lebensrettung hat. Landoulsi hatte sich Ende der 1990er-Jahre anlässlich des geplanten Abrisses sämtlicher Antennenmasten und Anlagenteile durch die Deutsche Telekom – und mit dem Einverständnis der Stadt Norden, des Landes Niedersachsen und der Bundesregierung – persönlich vor die mit dem Abriss beschäftigten Arbeiter gestellt und hatte so verhindern können, dass auch der letzte Funkmast am Gebäude in Utlandshörn gefällt wurde. Bis heute betreiben Landoulsi und sein gemeinnütziger und zur Ausstellung von Spendenquittungen berechtigter Verein das Funktechnische Museum Norddeich Radio e. V. Zahlreiche Besucher – Einzelbesucher, Feriengäste sowie Gruppen der Volkshochschule des Landkreises Aurich – lassen sich dort von den wöchentlich präsenten Enthusiasten und Funkamateuren sowie von ehemaligen Berufsfunkern die Funktionen der im Museum ausgestellten Geräte erklären.
Die Antennenanlage für den Sender stand, wie es bei Küstenfunkstationen üblich war, an einem anderen Standort, nämlich auf der Warft Osterloog im Nordener Stadtteil Norddeich. In diesem Gebäude befindet sich heute das Waloseum, eine Dauerausstellung der Seehundstation Norddeich.